# Agustín Ferreiro
Agustín Ferreiro  (Montevideo, 28 de agosto de 1893 - 10 de diciembre de 1960) fue un pedagogo, docente y escritor uruguayo. Entre sus aportes más significativos están, el Reglamento de Traslados, la creación de las Escuelas Granja y del Centro de Divulgación de Prácticas Escolares. Impulsó además, la creación de la "Escuela Activa", corriente pedagógica que modificó los sistemas de enseñanza y la didáctica de la época.

## Biografía
Egresa de la carrera magisterial en el año 1915, pero desempeña su primer cargo de maestro en Sauce, (Canelones) en 1914, aún sin egresar. Luego de graduarse, ocupa cargos, siendo Director, Inspector, e Inspector Regional, a los que accede vía de concurso. Posteriormente fue Consejero del Consejo Nacional de Enseñanza Primaria y Normal.

### Pensamiento y obra
Su propuesta didáctica se enmarca dentro de la corriente de la Escuela Nueva, en la cual se resaltaban las necesidades y los intereses del niño como nucleadores de las actividades educativas. El currículo educativo estaba organizado según Ferreiro de acuerdo a la importancia del medio donde se va a realizar el acto pedagógico. Por lo cual el proceso educativo debía verse determinado histórica y socialmente, estando vinculado a la cultura de la comunidad.
En la obra de Ferreiro existen valores didácticos a considerar como son el manejo ponderado de todos los elementos del acto docente, las propuestas renovadoras en las distintas áreas en una perspectiva de globalización, el diseño de un currículo abierto que ejerció influencias en los programas escolares que se han planteado en Uruguay.
El pensamiento de Agustín Ferreiro se estructura sobre esta concepción del cambio: la reforma institucional, la creación de escuelas granjas y la reformulación del rol docente como agente cultural de la comunidad.
En lo referente a la enseñanza primaria en el medio rural, se pueden destacar los siguientes aspectos:
- Condición de la escuela rural (el medio, los programas).

- Concepción y condición del maestro.

- Concepción del niño.

- Críticas y propuestas en relación con la enseñanza de las diferentes áreas disciplinares, en mayor medida matemática y lengua.

#### Condición de la escuela rural

##### El Medio
“El campo uruguayo se está convirtiendo en un páramo: muy poco de los que tienen ansias de superación se quedan en él: los propietarios de estancias emigran con sus familias a la ciudad, dejando sus intereses a cargo de un capataz que por sus condiciones no puede, por lo general, ejercer influencia educativa en el ambiente; después, como grandes pústulas malignas, vienen los rancheríos, los famosos pueblos de ratas, horrorosamente prolíficos; carne segura de hospital, de cárcel o de prostíbulo. Es ese campo donde se está incubando la desgracia de la República; es de esos rancheríos de donde va a venir la muestre de la ciudad porque nada puede darle que no sea degradación, y no es con palabras, ni con discursos, ni con consejos, que puede tener remedio este mal. Si falta valor moral para destruir las causas que dan origen a esos “rancheríos”, a la formación de ese tipo infrahumano que constituye una afrenta para nuestra cultura hagamos siquiera que de esta hecatombe se salven los niños, o cuando menos, que puedan salvarse alguno de ellos. Pero entonces el remedio deberá ser proporcionado al mal; nada puede hacer nuestra escuela común para amenguarlo. Si se quiere hacer algo debería instalarse en cada uno de los doscientos rancheríos diseminados en la República, una escuela de tipo hogar, que cuente con todos los recursos imaginables, desde el médico y los visitadores sociales, hasta el jabón para higienizarse, porque esa gente no cuenta con nada; la inmensa mayoría come carne cuando la peste voltea la animal y su propietario deja el cadáver en el campo, después de haberlo “cuereado”. (FERREIRO; 1960,184 – 185)
"¿Qué esperanzas de redención pueden tener esos niños si ya vienen malditos desde el vientre de las madres? 
¿Por qué tildar de haragana a una carne moribunda a través de toda la infancia por el hambre y el frío?” (FERREIRO; 1960,184 – 185)

##### El Programa
Ferreiro consideraba que el cambio curricular era algo que no podía ser pasado por alto para poder lograr un cambio profundo en la escuela.  “[…] los programas están hechos con la vista puesta en un hombre de campo imaginario al cual se concibe como perfecto y se pretende que los niños así formados atraviesen sin pérdida, la crisis de la pubertad y la adolescencia.
Se pensó mucho en el adulto y poco en el niño, como si se hubiera dicho: “El hombre de campo que nosotros concebimos como perfecto, debe tener tales conocimientos; como en ese medio no hay más institutos de enseñanza que la escuela rural a ella debemos confiar exclusivamente, la formación de ese tipo y por consiguiente establecer en sus programas los conocimientos que debe poseer el hombre de campo, concebido por nosotros como ideal”
También estaba como tema de discusión en su época la diferenciación de los programas urbano y rural. Ferreiro en el Primer Congreso Nacional de Maestros realizado el 12 de febrero de 1933 afirmó: “No deseamos establecer diferencias entre la educación del niño de la ciudad y la del campo; pero afirmamos que una educación para ser real, debe desenvolver aptitudes para reaccionar en la forma más favorable a la totalidad de los intereses del hombre, y bien: en medios distintos hay que educar por medio de conocimientos distintos (…). La inadaptación de la enseñanza al ambiente, rompe las conexiones que une al niño a la tierra”.

En 1949 se sometió a una revisión general del programa para la escuela rural en el Congreso de Piriápolis. El mismo respondió a las expectativas de ruralización, no solo de Agustín Ferreiro, sino de todos los que participaron de esa larga trayectoria comenzada en Durazno, en 1878, en el Congreso de Inspectores convocado por José Pedro Varela.

#### Concepción y condiciones del maestro
Tenía una idea peculiar sobre la labor del maestro.
Consideraba él, que éste debía tener una buena capacitación, estar en continua formación, ser creativo y tener espíritu crítico# Asimismo, debía guardar respeto hacia el niño y estimular la autonomía de pensamiento, todo esto relacionado directamente con el medio.
Esto provocaba que el maestro diera gran importancia a la memoria para que aprendizaje fuese rápido. Lo más utilizado, por tanto, eran trabajos que se realizaban de forma mecánica, como planas, copias, operaciones, resúmenes, etc., de esta forma se podía tener ocupado a aquellos alumnos que el maestro no podía atender de forma directa.
Otro problema señalado por Ferreiro era la poca asiduidad en la concurrencia a clase, por diferentes causas, enfermedad, utilización del niño para trabajo en el campo.

#### Concepción del niño
Señala la importancia de no considerar al niño como un hombre pequeño, él mismo dice: “Y hubo hace ya muchos años una doctrina que consideró al niño como un hombre en pequeño, en miniatura (…) el homúnculo.
Así concebido el niño, no podía esperarse que tanto sus maestros como sus padres, dejaran de tratarlo como adulto y se tendía a que en todas sus manifestaciones se comportara como tal.
Otro enfoque de Ferreiro tiene que ver con la relevancia de atender el desarrollo cognitivo del alumno, las diferencias individuales y el uso de lo real y cercano al educando, “lo concreto”. Asumía que la educación en conceptos abstractos debía tener vínculo con las etapas del desarrollo intelectual del niño.

### Rol como impulsor de las Escuelas Granjas
Su idea nace en un contexto de lucha y esperanza respecto al porvenir del campo uruguayo.
Plantea la necesidad de una escuela rural integrada al desarrollo agropecuario que atendiera las necesidades de este sin desatender el desarrollo de la formación cultural.
En 1945 surge la experiencia de una escuela granja en Colonia Italia, en San José. En ese mismo año el Consejo Nacional de Educación Primaria aprueba el proyecto de escuelas granjas y se crea el departamento de escuelas granjas.
Las escuelas se ubicaban en zonas de prestigio (una colonia agrícola) o en zonas de rancherios.
Funcionaban como grupo solidario de apoyo y cooperación mutua, debido a que no existía preparación para el medio rural por parte de los Institutos Normales.

### Algunas de sus ideas

#### La idea de respeto al niño
Este principio sintetiza los demás principios e ideas de la Escuela Nueva ya que sin respeto al niño no es posible la educación.

#### La idea de Libertad
Este principio de la libertad del niño para su desarrollo espiritual ganó por completo la pedagogía de la época, en su aspecto didáctico es decir en cuanto a las técnicas o métodos de enseñanza. Es uno de los principios de la Escuela Activa.

#### La idea de la Actividad
La actividad que se plantea tiene manifestaciones en todos los órdenes:en la vida orgánica y física, en la manipulación manual, en la expresión artística, en el aprendizaje basado en la experiencia, en accionar autónomo, en la relación con los demás. Pero, la actividad tiene que tener un sentido, debe estar dentro de un plan o cronograma,, debe estar pautado, pero a la vez debe surgir de las necesidades e intereses de los educandos, debe cumplirse en grupo, no debe ser impuesta, pero sí dirigida.

#### La idea de Vitalidad
La idea de vitalidad surge de la importancia que le da la Escuela Nueva al acrecentamiento de la vida a través del juego recíproco, de la interacción.

#### La idea de Individualidad
La idea de individualidad no es privativa de la Educación Nueva eimplica el reconocimiento de la infancia como un período de la vida, “Y hubo hace ya muchos años una doctrina que consideró al niño como un hombre en pequeño, en miniatura (…) el homúnculo. Así concebido el niño, no podía esperarse que tanto sus maestros como sus padres, dejaran de tratarlo como adulto y se tendía a que en todas sus manifestaciones se comportara como tal.¿Ha desaparecido totalmente en los hechos la doctrina homunculista? Decididamente, no. todavía hay muchos rastros de su influencia: aparecen en los programas donde se establecen puntos difícilmente concebibles por el niño (…).Las escuelas que actúan como si su fin fuera hacer del niño un adulto, que un ser de doce años salga de sus aulas como si tuviera treinta(…) no pueden realizar obra de provecho porque para llegar a ese fin destruyen todo lo que en el párvulo había de noble para la afirmación de su personalidad.)

#### La idea de Colectividad
La idea de colectividad es una idea antigua, ya Platón en “La República” defendía la educación para la comunidad. Idea que se va perdiendo en el tiempo, yéndose hacia una enseñanza individual. Con la llegada de la Escuela Nueva resurge esta idea.

#### La idea del Interés
La idea del interés surge con Rousseau, y es retomada por la Escuela Nueva que propone respetar la espontaneidad y los intereses personales de los escolares.